# Premi Israel
El Premi Israel (en hebreu: פרס ישראל) és un premi lliurat per l'Estat d'Israel. Es lliura anualment en el Dia de la Independència en una cerimònia duta a terme en el Centre Internacional de Convencions de Jerusalem, en presència del President, el Primer ministre, el president de la Kenésset i el president del Tribunal Suprem d'Israel. El premi va ser lliurat per primera vegada en l'any 1953 per iniciativa del aleshores Ministre d'Educació Ben-Zion Dinor.

## Lliurament del premi
El premi es lliura en les següents quatre àrees:
- Humanitats, ciències socials, i estudis judaics.
- Ciències naturals i exactes.
- Cultura, arts, comunicació i esports.
- Assoliment de tota una vida i contribució excepcional a la nació (des de 1972)

Aquest premi el reben ciutadans israelians o organitzacions que van demostrar excel·lència en la seva àrea o que han contribuït molt a la cultura israeliana. Els guanyadors són seleccionats per comitès de jutges que envien la seva recomanació al Ministre d'Educació. Els comitès són nomenats pel Ministre d'Educació cada any per a cada categoria. Entre els guardonats més prominents es troben Shmuel Josef Agnon, Robert Aumann, Ada Yonath (guanyadors del Premi Nobel en literatura, economia i química respectivament). Tambe David Flusser l'any 1980 per al conjunt dels seus treballs sobre el judaïsme.